# Kanton Coulanges-la-Vineuse
Kanton Coulanges-la-Vineuse is een voormalig kanton van het Franse departement Yonne. Het kanton maakte deel uit van het arrondissement Auxerre. Het werd opgeheven bij decreet van 13 februari 2014, van kracht sinds 22 maart 2015.

Alle gemeenten werden opgenomen in het dan nieuw gevormde kanton Vincelles

## Gemeenten
Het kanton Coulanges-la-Vineuse omvatte de volgende gemeenten:
- Charentenay
- Coulangeron
- Coulanges-la-Vineuse (hoofdplaats)
- Escamps
- Escolives-Sainte-Camille
- Gy-l'Évêque
- Irancy
- Jussy
- Migé
- Val-de-Mercy
- Vincelles
- Vincelottes